# Watertown (Wisconsin)
Watertown es una ciudad ubicada en el condado de Jefferson en el estado estadounidense de Wisconsin. En el Censo de 2010 tenía una población de 23.861 habitantes y una densidad poblacional de 736,32 personas por km².

## Geografía
Watertown se encuentra ubicada en las coordenadas 43°11′23″N 88°43′44″O / 43.18972, -88.72889. Según la Oficina del Censo de los Estados Unidos, Watertown tiene una superficie total de 32.41 km², de la cual 31.37 km² corresponden a tierra firme y (3.2%) 1.04 km² es agua.

## Demografía
Según el censo de 2010, había 23.861 personas residiendo en Watertown. La densidad de población era de 736,32 hab./km². De los 23.861 habitantes, Watertown estaba compuesto por el 93.99% blancos, el 0.82% eran afroamericanos, el 0.29% eran amerindios, el 0.78% eran asiáticos, el 0.04% eran isleños del Pacífico, el 2.68% eran de otras razas y el 1.39% pertenecían a dos o más razas. Del total de la población el 7.25% eran hispanos o latinos de cualquier raza.